# Elfriede von Nitzsch
Elfriede von Nitzsch  (* 26. Januar 1920 in Ilmenau als Elfriede Brunemann; † 29. Oktober 2011 in Celle) war eine deutsche Leichtathletin.

## Biografie
Elfriede von Nitzsch wurde 1943, 1946, 1947 und 1949 Deutsche Meisterin im Weitsprung. 1946 konnte sie zudem Gold im Fünfkampf gewinnen. Bei den Olympischen Spielen 1952 in Helsinki belegte sie im Weitsprung den 14. Rang.
Ihr Ehemann war der Zehnkämpfer Klaus von Nitzsch.